# Castrella pinguis
Castrella pinguis är en plattmaskart. Castrella pinguis ingår i släktet Castrella och familjen Dalyelliidae. Inga underarter finns listade i Catalogue of Life.